# Vygozeromeer
Het Vygozeromeer (Russisch: Выгозеро, Выгозерское водохранилище; Fins: Uikujärvi) is een meer in het westen van Rusland, republiek Karelië, ten noorden van het Onegameer met een oppervlakte van 1250 km². De gemiddelde diepte is slechts 6 meter. Het bevat 529 eilanden.
Het meer maakt deel uit van een belangrijke scheepvaartroute. Sinds 1933 verbindt een 227 kilometer lang kanaal, het Witte Zee-Baltische Zee Kanaal (Belomorsko-Baltijskij kanal) het meer met de Witte Zee en met het Onegameer. Het is het langste kanaal van Europa.
Sinds die tijd wordt het meer als stuwmeer gebruikt: het waterpeil wordt kunstmatig hoog gehouden en grote oppervlakten kwamen onder water. De oorspronkelijke oppervlakte van het meer was 560 km². De grote toename aan organisch materiaal wijzigde het ecologisch systeem.
Begin jaren 1950 werd op de Beneden-Onda de Ondskoje-waterkrachtcentrale gebouwd, die gevoed wordt met water uit het meer.